# Source Lake
Source Lake är en sjö i Kanada.   Den ligger i Kenora District och provinsen Ontario, i den sydöstra delen av landet, 1 500 km väster om huvudstaden Ottawa. Source Lake ligger 373 meter över havet. Den ligger vid sjön Morgan Lake.
I omgivningarna runt Source Lake växer i huvudsak blandskog. Trakten runt Source Lake är nära nog obefolkad, med mindre än två invånare per kvadratkilometer.